# Orbite osculatrice

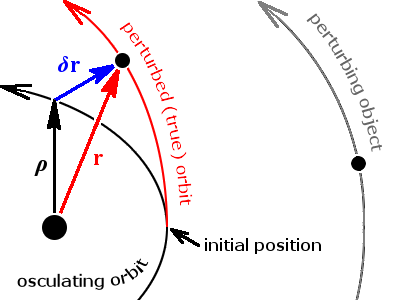
En rouge, la trajectoire réelle de l'objet, influencée par des perturbations. En noir, l'orbite osculatrice, qui correspond à la trajectoire théorique sans perturbations.

En astronomie, plus précisément en mécanique spatiale, l'orbite osculatrice d'un objet dans l'espace à un moment donné est l'orbite de Kepler gravitationnelle (i.e. elliptique ou conique) que cet objet aurait eu par rapport au corps central en l'absence de perturbations. En d'autres termes, c'est l'orbite qui correspond aux vecteurs d'état orbital courants, soit la position et la vitesse.

## Calcul
L'orbite osculatrice ainsi que la position d'un objet sont déterminées par les six éléments orbitaux képlériens standard. Ceux-ci se calculent facilement dès que la position et la vitesse de l'objet par rapport au corps central sont connues. 
En l'absence de perturbations, les éléments orbitaux demeureraient constants. En pratique, les objets astronomiques sont soumis à des perturbations qui affectent leurs éléments orbitaux, et parfois de façon très significative. La mécanique spatiale pour les planètes et la Lune a été calculée de sorte que leur orbite est représentée avec des termes constants et des termes périodiques. Dans le cas des planètes mineures, un système d'éléments orbitaux propres a été élaboré afin de représenter les composantes majeures de leur orbite.

## Terminologie
Le qualificatif osculateur vient du verbe latin osculari, qui signifie « embrasser » : en effet, à tout moment, l'orbite osculatrice est tangente à l'orbite réelle d'un objet.

## Causes des perturbations
Dans les cas où seule la force de gravité est significative :
- le corps central n'est pas suffisamment sphérique pour qu'il puisse être modélisé comme ayant son centre de masse en un point, ni comme ayant une distribution de masse sphérique et symétrique, par exemple, un sphéroïde aplati.
- un troisième (ou de multiples) corps dont la gravité perturbe l'orbite de l'objet, par exemple l'effet de la Lune sur les objets en orbite autour de la Terre.

D'autres perturbations sont non gravitationnelles :
- la poussée d'une fusée ;
- la friction atmosphérique ;
- la pression de radiation ;
- la pression du vent solaire.

Aussi, on obtient des perturbations du fait de passer à un système de référence non inertiel. Par exemple : lorsque l'orbite d'un satellite est décrite dans un système de référence associé à l'équateur de précession de la planète.
Les effets relativistes peuvent également perturber les orbites par rapport au mouvement képlérien prévu : voir par exemple l'avance du périhélie de Mercure.

## Sources et références

### Sources
- (en) Cet article est partiellement ou en totalité issu de l’article de Wikipédia en anglais intitulé « Osculating orbit » (voir la liste des auteurs).